# Egdean
Egdean – wieś w Anglii, w hrabstwie West Sussex, w dystrykcie Chichester. Leży 21 km na północny wschód od miasta Chichester i 68 km na południowy zachód od Londynu.